# 주산회
주산회(일본어: 周山会 슈잔카이[*])는 과거에 존재했던 일본 자유민주당의 파벌이다. 영수인 사토 에이사쿠의 이름을 따서 사토파(佐藤派)라고도 부른다.
모체는 목요연구회이며 나중에 고친 이름이 주산회다. 이케다 하야토와 함께 옛 자유당의 요시다 시게루의 계보를 이었지만 서로 갈라진 뒤 이케다는 굉지회를 창설하고 사토는 주산회를 만들었다. 사토의 밑에는 다나카 가쿠에이·호리 시게루·하시모토 도미사부로·아이치 기이치·마쓰노 라이조 등 사토파 5봉행과 미키 다케오·니카이도 스스무 등의 인재가 모여 있었다.
사토는 내각총리대신에서 물러날 때 친형 기시 노부스케의 파벌을 물려받은 후쿠다 다케오를 후계자로 생각하고 있었다. 하지만 후쿠다와 경쟁 관계에 있던 다나카는 파벌 내 파벌을 만들어 후쿠다에 대항했는데 사토파 의원 102명 중 81명이 다나카파에 가담했다. 주산회에 잔류한 의원들은 호리를 중심으로 뭉쳐 후쿠다 지지를 선언했지만 결국 1972년 다나카가 총재총리가 되었다.
세력이 약화된 주산회는 주산 클럽으로 개칭한 뒤 호리파로 변모했지만 총재 선거 후에 후쿠다파에 합류했다. 이후 사토파의 기반은 다나카파로 계승됐다.

## 같이 보기
- 자유민주당의 파벌
- 목요 클럽